# The Allman Brothers Band
A The Allman Brothers Band (nevét gyakran ABB-re rövidítik) egy amerikai southern rock-együttes, amit gyakran a stílus kialakítójának tartanak. Az együttes 1969-ben alakult a floridai Jacksonville-ben, de „központja” a Georgia állambeli Maconben van. Amellett, hogy a „southern rock legfőbb alakítói” voltak, zenéjükben a blues-rock és a hard rock jegyei is felfedezhetőek. Koncertjeiken előszeretettel játszanak hosszú, improvizációkkal bővített instrumentális darabokat; ennek köszönhetően a Grateful Dead mellett az egyik legfontosabb jam bandként is nyilván tartják az együttest.
1971-ben George Kimball, a Rolling Stone munkatársa az At Fillmore East című koncertalbum recenziójában az ABB-t „az elmúlt öt év legjobb istenverte rock and roll zenekara” jelzővel illette. 1971 és 2005 között az együttes tizenegy arany- és öt platinalemezt kapott. Az együttes első – „klasszikus” – felállását 1995-ben iktatták be a Rock and Roll Hall of Fame-be. 2004-ben a Rolling Stone Minden idők 100 legnagyobb előadóját felsoroló listáján az Allman Brothers Band az 52. helyet nyerte el. Az együttes négy évtized múltán is aktívan koncertezett, majd 2014-ben megszűnt. 

## Története

### A kezdetek
Az Allman Brothers Band 1969. március 26-án alakult a floridai Jacksonville-ben. Az első felállás tagjai Duane Allman szóló- és slidegitáros, Gregg Allman énekes-orgonista, Dickey Betts szólógitáros, Berry Oakley basszusgitáros, Butch Trucks és Jai Johanny "Jaimoe" Johanson dobosok voltak. Az Allman testvérek korábban az Escorts, az Allman Joys és a The Hour Glass nevű formációkban játszottak. Az Hour Glass két kevéssé sikeres nagylemezét a Liberty Records adta ki. A kiadó 1968-ban azzal a feltétellel engedte el az együttest, hogy Gregg Kaliforniában marad és felvételeit ők adják ki. Duane az alabamai Muscle Shoals-beli Fame Studios-ban stúdiózenész lett, és olyan művészekkel dolgozott, mint Aretha Franklin, Wilson Pickett, King Curtis és Johnny Jenkins. Ebben az időben Otis Redding korábbi menedzsere, Phil Walden javaslatára Allman saját együttes szervezésébe kezdett. A stúdiómunka mellett Jacksonville-ben Dickey Betts, Butch Trucks és Berry Oakley társaságában kezdett zenélni. A formálódó együttes másik gitárosi posztjára Eddie Hintont, a Muscle Shoals egy másik gitárosát kérték fel, de ő inkább a stúdió csapatát választotta. Ekkor Duane Jaimoe-t, egy régi dobos ismerősét hívta zenélni, és így létrejött az együttes alap felállása. A Los Angeles-ben élő Gregg Duane hívására visszatért, hogy „énekeljen és gyarapítsa a létszámot”. Az új formáció Walden Capricorn Records nevű kiadójához szerződött.
Debütáló albumuk megjelenése előtt az ABB az ország déli részén adott koncerteket. A The Allman Brothers Band című nagylemez 1969 novemberében jelent meg és a kritikusok részéről kedvező fogadtatásban részesült; a viszonylag szűk rajongótáboron kívül nem váltott ki komolyabb érdeklődést, így csak a Billboard Top 200-as listájának 188. helyéig jutott. Az albumot záró Whipping Post az együttes legismertebb dala, ami koncerteken akár 20 percnél is hosszabbra nyúlt.
Az anyagi sikert az 1970 szeptemberében megjelent Idlewild South című album hozta meg az ABB számára. A miami Criteria Studiosban készült felvételek producere Tom Dowd volt, aki korábban Ray Charlesszal és a Creammel is dolgozott. Az első nagylemezzel ellentétben ezen a rövidebb, „rádióbarát” dalok domináltak. Az album leghosszabb dala a Dickey Betts által írt instrumentális In Memory of Elizabeth Reed. Hangzását tekintve közel áll a dzsesszhez, szerkezete pedig lehetővé tette, hogy koncerteken több improvizációval – Allman és Betts gitárszólóival, valamint Trucks és Jaimoe közös dobszólójával – bővítsék ki. 1970 augusztusának végén Duane ideiglenesen csatlakozott Eric Clapton Derek and the Dominos nevű együtteséhez, és kulcsszerepe volt a Layla and Other Assorted Love Songs című album felvételében, melynek 14 dala közül 11-en játszott.
1971 júliusában jelent meg az ABB – és a rockzene történetének egyik – legnépszerűbb nagylemeze, az At Fillmore East című dupla koncertalbum. A felvételek a New York-i Fillmore East-ben készültek 1971. március 12-én és 13-án. Ez az album is nagy siker lett: a Billboard listáján a 13. helyet érte el; 2003-ban a Rolling Stone minden idők 500 legjobb albumát felsoroló listáján a 49. helyre rangsorolták. A rajta hallható előadások kiváló példát nyújtanak az együttes zenéjében sajátosan ötvöződő dzsessz, blues, hard rock és klasszikus zenei hatásokról. A hangzás kialakításában minden zenész egyenrangú partner volt: Duane és Betts két szólógitáros felállása, Oakley szolisztikus, „harmadik gitárszólam”-nak is beillő basszusjátéka, Trucks és Jaimoe egymást kiegészítő, biztos alapot nyújtó dobolása, valamint Gregg rekedtes, Ray Charleséhoz hasonló hangja és orgonajátéka mind alapvető fontosságú volt. Az album középpontjában két, hosszú improvizációkat tartalmazó darab áll: a 13 perces In Memory of Elizabeth Reed és a 23 perces Whipping Post. Az In Memory of Elizabeth Reed dzsesszes, már-már latinos hangzásvilága sokban hasonlít Miles Davis és John Coltrane műveire. A Whipping Post 11/8-ban megszólaló intrója már önmagában szokatlan egy rockegyüttestől, a dal nagy részét alkotó jam pedig mindvégig izgalmas marad.
Az ABB-t érte a megtiszteltetés, hogy 1971. június 27-én utolsóként játszhattak a bezárás előtt álló Fillmore East-ben. Az aznap esti koncertek az évek során legendává váltak, részben azért, mert az együttesek a szó szoros értelmében egész éjjel játszottak. Gregg Allman 2005-ös visszaemlékezésében felidézte, hogy a zenélésbe belefeledkező muzsikusok teljesen elvesztették időérzéküket, és csak akkor vették észre, hogy hajnalodik, amikor a Fillmore oldalsó ajtóin beszűrődött a napfény. Az ABB ezután tovább folytatta a turnézást és új nagylemez felvételébe kezdtek. 2003-ban jelent meg a S.U.N.Y. at Stonybrook: Stonybrook, NY 9/19/71 című koncertalbum, amin az eredeti felállás egyik utolsó előadása hallható. A felvételek tanúsága szerint Duane Allman slidegitár-játékával a hangszer lehetőségeinek és saját képzeletének határát feszegette.

### Tragédiák és országos hírnév
1971. október 29-én Duane Allman motorbaleset áldozata lett Maconben, a Hillcrest és a Bartlett kereszteződésében. Egy csöveket szállító kamiont akart megelőzni, amikor az keresztbe fordult előtte, a motor pedig a kamion hátuljának csapódott. A zenészeket lesújtotta társuk és vezetőjük halála, de néhány hét elteltével a folytatás mellett döntöttek. Ebben az is közrejátszott, hogy Duane halála előtt négy nappal az At Fillmore East aranylemez lett, az FM rádióadók pedig a 10-20 perces felvételeket is lejátszották. Az ABB de facto vezetője Berry Oakley lett, aki megpróbálta összetartani az együttest.
Az ABB Duane nélkül fejezte be az 1972 februárjában megjelent Eat a Peach című dupla nagylemez felvételét. Az album kilenc dala három csoportba osztható: három dalt még Duane-nel vettek fel, másik hármat nélküle, a koncertfelvételek pedig a márciusi Fillmore-beli fellépéseken készültek, de nem kerültek fel az At Fillmore East-re. Néhány új dal – például a Blue Sky és a Melissa – hangzása valamivel lágyabb volt a régieknél; az albumot nyitó Ain’t Wastin’ Time No More-t Gregg nem sokkal testvére halála után írta, és a szomorú tényekkel való megbékélésről szól. A három koncertfelvétel központi darabja a 34 perces Mountain Jam, ami a nagylemez eredeti kiadásán két részben, a második és negyedik oldalon szerepelt. Greil Marcus így írt az album egyes részeiről: „akár az eső utáni örömünnep… időtlen, hibátlan… olyan zene, ami a közös déli elmében élő utópiában szólhat”. Az Eat a Peach volt az ABB első nagylemeze, ami bekerült a Top 10-be: az 5. helyet érte el.
Az együttes egy ideig kvintettként játszott, majd szeptemberben Chuck Leavell lett az ABB második billentyűse. Azért választották ezt a megoldást, mert Duane közvetlen pótlása nélkül akartak egy újabb vezető hangszerre szert tenni. Az új felállás az ABC In Concert című késő esti műsorában mutatkozott be.
1972. november 11-én Berry Oakley is motorbaleset áldozata lett, három háztömbnyire Duane balesetének helyszínétől, a Napier Avenue és az Inverness Street közelében. Oakley egy menetrend szerinti busszal karambolozott, leesett a motorjáról, de saját felelősségére hazament. Néhány órával később belehalt a koponyasérülés okozta agyi ödémába. Téves az a gyakran hangoztatott állítás, miszerint Duane és Oakley balesete ugyanazon a helyen történt volna. Az sem igaz, hogy az Eat a Peach onnan kapta címét, hogy Duane egy barackot szállító teherautóval ütközött össze. A két zenész sírja a maconi Rose Hill Cemetery-ben, egymás mellett van.
Ekkor Dickey Betts-re hárult az együttes vezetésének feladata. Oakley helyét Lamar Williams vette át, és vele fejezték be az 1973 augusztusában megjelent Brothers and Sisters című nagylemez felvételét. Az album dalai között szerepelt az együttes két legismertebb felvétele, a Ramblin’ Man és a Jessica. A Ramblin’ Man második lett a Billboard Hot 100 kislemezlistán, a Jessica pedig egy 7 és fél perces instrumentális dal, amit Betts feleségének és újszülött lányának írt. A Brothers and Sisters sikere nyomán – ez volt első (és egyetlen) listavezető albumuk a Billboard 200-on – az ABB országos hírnévre tett szert, bizonyítva ezzel, hogy két tagjának halála után is működőképes maradt.
Ugyancsak 1973-ban, de még a Brothers and Sisters előtt jelent meg a Beginnings című dupla válogatásalbum, melyen az együttes első két nagylemeze kapott helyet. A Billboard 200-as listáján a 25. helyet érte el, és tartós népszerűségnek örvendett az ABB rajongói körében.
1973-ra az ABB lett az Egyesült Államok egyik legkeresettebb koncertező együttese. Legsikeresebb fellépésük minden bizonnyal a New York állambeli Watkins Glen International autóversenypályán 1973. július 28-án megrendezett Summer Jam at Watkins Glen nevű szabadtéri fesztiválon volt. Az ABB mellett a The Band és a Grateful Dead lépett fel, a fesztiválnak pedig mintegy 600 000 nézője volt.
Az ABB sikere számos új, southern rockot játszó együttesnek hozott népszerűséget. Közéjük tartozott a The Marshall Tucker Band (a Brothers and Sisters turnén az ABB előzenekara volt) és a Lynyrd Skynyrd.
Az Allman Brothers Band következő fontos koncertje 1973. december 31-én volt. A San Franciscó-i Cow Palace-ben adott műsort Bill Graham szervezésében több országos rádióállomás is élőben sugározta. A koncert három szettnél is hosszabbra nyúlt; az együttes vendégei Boz Scaggs, valamint Jerry Garcia és Bill Kreutzmann, a Grateful Dead tagjai voltak.

### Belső feszültség és az együttes feloszlása
Az együttes tagjai között idővel egyre nagyobb feszültség alakult ki. Allman Laid Back című szólóalbuma 1973-ban jelent meg, Betts pedig 1974-ben készítette el Highway Call című nagylemezét. 1975. június 30-án Allman feleségül vette Chert; többszöri különválásukról a bulvársajtó rendszeresen írt, végül 1979-ben váltak el. A zenészek életét kábítószerfüggőségük is megnehezítette. Az ABB zenéjét Betts és Leavell különböző irányba akarta vinni, közöttük Allman próbált valamiféle kompromisszumot kialakítani. Ennek a zaklatott, konfliktusokkal teli időszaknak az eredménye az 1975 augusztusában megjelent Win, Lose or Draw című nagylemez. A felvételek során az együttes ritkán volt együtt a stúdióban: Allman a Los Angeles-i Record Plant Studios-ban, míg a többiek a maconi Capricorn Sound Studios-ban dolgoztak; a Louisiana Lou and Three Card Monty John és a Sweet Mama című dalokon Trucks és Jaimoe helyett Johnny Sandlin producer dobolt. Mindezek ellenére az album a Billboard 200-as listáján az ötödik helyet érte el. Az ABB 1976-ig maradt együtt, amikor Allmant kábítószerrel való visszaélés miatt letartóztatták. Vádalku keretében hajlandó volt barátja, testőre és az ABB turnészervezője, John "Scooter" Herring ellen tanúskodni. Zenésztársai felháborodtak azon, hogy képes volt egy barátját elárulni, és megfogadták, hogy soha többé nem zenélnek vele. Leavell, Jaimoe és Williams megalapította a Sea Level nevű együttest, Betts pedig újabb szólóalbumokat készített.
A Capricorn Records 1975-ben adta ki a The Road Goes on Forever című válogatásalbumot, 1976-ban pedig a Wipe the Windows, Check the Oil, Dollar Gas című koncertalbumot. Egyik sem volt túl sikeres.
Az Allman Brothers Band 1978-ban alakult újra, 1979-ben pedig megjelent a kritikusok által kedvezően fogadott Enlightened Rogues című nagylemez, melynek producere Tom Dowd volt. Az ABB új felállásában a Sea Level-t választó Williams és Leavell helyett David Goldflies basszusgitáros és Dan Toler gitáros játszott. A Crazy Love című dal felkerült a kislemezek Top 40-es listájára, a Pegasust több rádióadó is játszotta. Ennek ellenére az ABB már nem volt annyira népszerű, mint az 1970-es évek első felében, a pénzügyi gondok miatt pedig a Capricorn Records csődbe ment. Az együttes katalógusa a PolyGram kezelésébe került, új kiadójuk az Arista Records lett. Következő két nagylemezük, a Reach for the Sky és a Brothers of the Road 1980-ban és 1981-ben jelent meg. Utóbbin Trucks mellett David Toler dobolt, mert Jaimoe-t – 1974-ben elszenvedett autóbalesetéből eredő egészségi problémái miatt – 1980-ban kirúgták az együttesből. A két album sikertelensége és az anyagi gondok miatt az Allman Brothers Band 1982-ben újra feloszlott.
Röviddel ezután Allman a Toler testvérekkel megalapította a Gregg Allman Band-et, amivel klubokban és kisebb koncerttermekben léptek fel. Betts, Leavell, Trucks és Goldflies a Betts Hall Leavell Trucks (BHLT) nevű formációban folytatta a zenélést; Allman együtteséhez hasonlóan ők sem tudták felkelteni a nagy kiadók érdeklődését, így a BHLT két év múlva feloszlott.
Az ABB 1986-ban játszott újra együtt, egy New York-i és egy maconi jótékonysági koncerten, melyeket Bill Graham szervezett. Allman, Betts, Trucks, Jaimoe, Leavell és Dan Toler a két koncert után nem vette tervbe az Allman Brothers Band újraalapítását. 1987-ben a Gregg Allman Band és a Dickey Betts Band közös turnéra indult, melynek keretében klubokban és színházakban léptek fel. Saját műsoruk után Betts, Allman és a Toler testvérek az ABB dalaival fejezték be a koncerteket.
Ugyanebben az évben az Epic Records szólóalbumok készítésére vonatkozó szerződést kötött Allmannel és Bettsszel. A Gregg Allman Band I’m No Angel című kislemeze váratlan sláger lett az FM rádióállomásokon. 1988-ban jelent meg Allman Just Before the Bullets Fly című szólóalbuma, és ekkoriban alakult újra a Dickey Betts Band, mely szintén 1988-ban adta ki Pattern Disruptive című nagylemezét. A zenészek közötti rendszeres együttműködés és egy nagy kiadó támogatása biztos alapot teremtett az ABB újraindításához és sikeréhez.

### Az együttes újraalakulása
1989-ben az Allman Brothers Band újra megalakult, és sikerült visszanyernie népszerűségét, amit az 1970-es évek felé vesztett el. Ezt több tényező tette lehetővé: Gregg dalait akkoriban gyakran játszották a rádióban, a PolyGram felújította és újra kiadta az ABB albumait, valamint az együttes rendszeresen fellépett a nyári szabadtéri fesztiválokon. Ebben az évben jelent meg a négy CD-ből álló Dreams című box set, ami az együttes húszéves munkásságát foglalta össze. Az új felállásban Allman, Betts, Jaimoe és Trucks mellett Warren Haynes gitáros, Johnny Neel billentyűs és Allen Woody basszusgitáros játszott. Chuck Leavell 1982 óta a The Rolling Stones turnéin játszott, és 1989-ben ismét velük zenélt.
Az ABB húszéves fennállása alkalmából rendezett turnét követően az együttes az Epic Records-hoz szerződött. 1990 októberében jelent meg a Seven Turns című nagylemez, ami kedvező kritikákat kapott. Az album megjelenése után Neel kivált, helyét pedig Marc Quiñones, az együttes harmadik dobosa vette át. Az 1990-es években két újabb stúdióalbumot adtak ki: 1991 júliusában jelent meg a Shades of Two Worlds, 1994 májusában pedig a Where It All Begins. A kritikusok ezeket is kedvezően fogadták, ennek ellenére nem voltak annyira sikeresek (bár a Where It All Begins 1998-ban aranylemez lett). Haynes és Woody 1994-ben megalapította a Gov’t Mule nevű együttest, amit az ABB-vel párhuzamosan működtettek. Az Allman Brothers Band első felállását 1995-ben iktatták be a Rock and Roll Hall of Fame-be. Az együttes a Jessica című dalért 1996-ban Grammy-díjat kapott a legjobb rockzenei instrumentális felvétel kategóriájában. 1997-ben Haynes és Woody kilépett az együttesből, hogy minden idejüket Gov’t Mule-ra szenteljék. Haynes helyét Jack Pearson, Woody helyét pedig Oteil Burbridge vette át. 1999-ben Pearson helyére Butch Trucks unokatestvére, Derek Trucks került.
2000-ben az együttes „személyi és zenei ellentétek”-re hivatkozva elbocsátotta Dickey Betts-t, az ABB egyik alapító tagját. Az akkori turnén Jimmy Herring helyettesítette a gitárost. A turné után Betts pert indított Allman, Butch Trucks és Jaimoe ellen, így a nyári szakítás tartóssá vált. 2000. augusztus 26-án Allen Woody heroin-túladagolásban meghalt. 2000 novemberében jelent meg a Peakin’ at the Beacon című koncertalbum, amit az azóta minden év márciusában, a New York-i Beacon Theatre-ben megrendezett koncertsorozaton vettek fel. Az együttes rajongói Beacon Run-nak nevezik az eseményt, melyre az USA-n kívül Kanadából és Nyugat-Európából is érkeznek nézők. Az ABB 1989 óta 173 alkalommal játszott a 2 800 férőhelyes színházban.
2000-ben mutatták be Cameron Crowe Majdnem híres című filmjét, ami a Rolling Stone-nak dolgozó tizenéves újságíró és egy Stillwater nevű fiktív rockegyüttes történetét mutatja be. Crowe az 1970-es években olyan együttesek turnéin vett részt, mint az Allman Brothers Band, a Led Zeppelin, a Lynyrd Skynyrd és az Eagles. A film zenéjét tartalmazó albumra az ABB-től a One Way Out című dal került fel. Crowe címlapsztorija az ABB-ről 1973-ban jelent meg.

### Az együttes a 21. században
2000-ben Warren Haynes újra együtt játszott az együttessel, 2001-ben pedig ismét teljes jogú tag lett. Haynes csatlakozása után is tovább működtette a Gov’t Mule-t, 2004-ben pedig a Grateful Dead korábbi tagjai által alapított The Dead-del is turnézott. A sorozatos tagcserék után a zenész visszatérte egy nyugodtabb, produktívabb korszak kezdetét jelentette az ABB számára. Haynes volt a 2003 márciusában megjelent Hittin’ the Note című nagylemez és a Live at the Beacon Theatre című DVD társproducere. A 2004 márciusában megjelent One Way Out című koncertalbumot szintén a Beacon Theatre-ben vették fel.
Az ABB-t 2003-ban és 2004-ben is Grammy-díjra jelölték a legjobb rockzenei instrumentális felvétel kategóriájában, mindkét alkalommal az Instrumental Illness című dalért (a két új albumról). 2003-ban az együttes gitárosai közül négy is felkerült a Rolling Stone magazin 100 legjobb gitárost felsoroló listájára; Duane Allman a második lett, Derek Trucks pedig az összeállításban szereplő legfiatalabb gitáros.
Az Allman Brothers Band új felállása a fiatalabbak körében is népszerű lett, mert gyakran léptek fel fiatalabb együttesekkel, például a The String Cheese Incident-tel, a moe.-val és a Dave Matthews Band-del. Az ABB nagy sikert aratott a 2003-as és 2005-ös Bonnaroo Music Festival-on. 2005 óta az együttes minden évben megrendezi saját kétnapos zenei rendezvényét, a Wanee Music Festival-t. Az egyszerre több színpadon zajló koncertet a Florida állambeli Live Oak-ban levő Spirit of Suwanee Music Park-ban tartják. Az elmúlt években Allmanék, a Gov’t Mule és a The Derek Trucks Band mellett olyan újabb együttesek játszottak, mint a North Mississippi Allstars, a Robert Randolph and the Family Band, a Medeski Martin & Wood, a Honeytribe, a Nickel Creek és a JJ Grey & MOFRO.
Az ABB dalai több televíziós műsorban és reklámban is elhangzottak. Ezek közül a legismertebb a BBC Top Gear című autós műsora, aminek a Jessica a főcímdala.
Az Allman Brothers Band 2008-as Beacon Run-ja és a Bonnaroo fesztiválra tervezett fellépése Gregg Allman hepatitis C-kezelései miatt elmaradt, de nyáron az együttes már ismét turnézott. 2008. november 20-án az együttes New Yorkban megkapta a Billboard Legend of Live Award nevű díját. A díjat „olyan hivatásos koncertező előadók kapják, akik maradandó hatást gyakoroltak a koncertiparra”. Az ünnepségen Gregg fivéréről, Duane-ről is megemlékezett: „Éppen ma lenne 62 éves. Biztos vagyok benne, hogy odafentről figyel minket és büszke ránk. Addig fogjuk ezt csinálni, amíg képesek leszünk rá.”
Az ABB 2009-ben ünnepli fennállásának negyvenedik és a Beacon Theatre-ben adott első koncert huszadik évfordulóját. Az idei Beacon Run-ra olyan vendégeket hívtak meg, akik együtt játszottak Duane-nel. Sokan ezt a 15 estés koncertsorozatot tartják az eddigi legjobbnak, melynek csúcspontja Eric Clapton és az ABB első közös koncertje volt. Ennek során a Duane közreműködésével készült Layla and Other Assorted Love Songs című albumról is játszottak dalokat. A többi vendég között voltak a Grateful Dead és a Phish tagjai, Buddy Guy, Billy Gibbons, Sheryl Crow, Lenny White, valamint Kid Rock. Március 26-án, az Allman Brothers Band 40. születésnapján az együttes vendégek nélkül adta elő az első két nagylemez dalait.

## Díjai, elismerései
- 1995-ben az együttes első felállását beiktatták a Rock and Roll Hall of Fame-be.[1]
- 1995-ben a Jessica című dal élő változatáért az együttes Grammy-díjat kapott a legjobb rockzenei instrumentális felvétel kategóriájában.[11][18]
- Az Allman Brothers Band a Rolling Stone több „Minden idők…” összeállításán szerepelt:
  - Minden idők 500 legjobb albumának listája (2003): At Fillmore East (#49)[6]
  - Minden idők 100 legjobb gitárosának listája (2003):
    - Duane Allman (#2)[19]
    - Warren Haynes (#23)[20]
    - Dickey Betts (#58)[21]
    - Derek Trucks (#81)[22]

  - Minden idők 100 legnagyobb előadója (2004): #52[4]
  - Minden idők 100 legjobb énekese (2008):
    - Gregg Allman (#70)[23]

## Az együttes tagjai

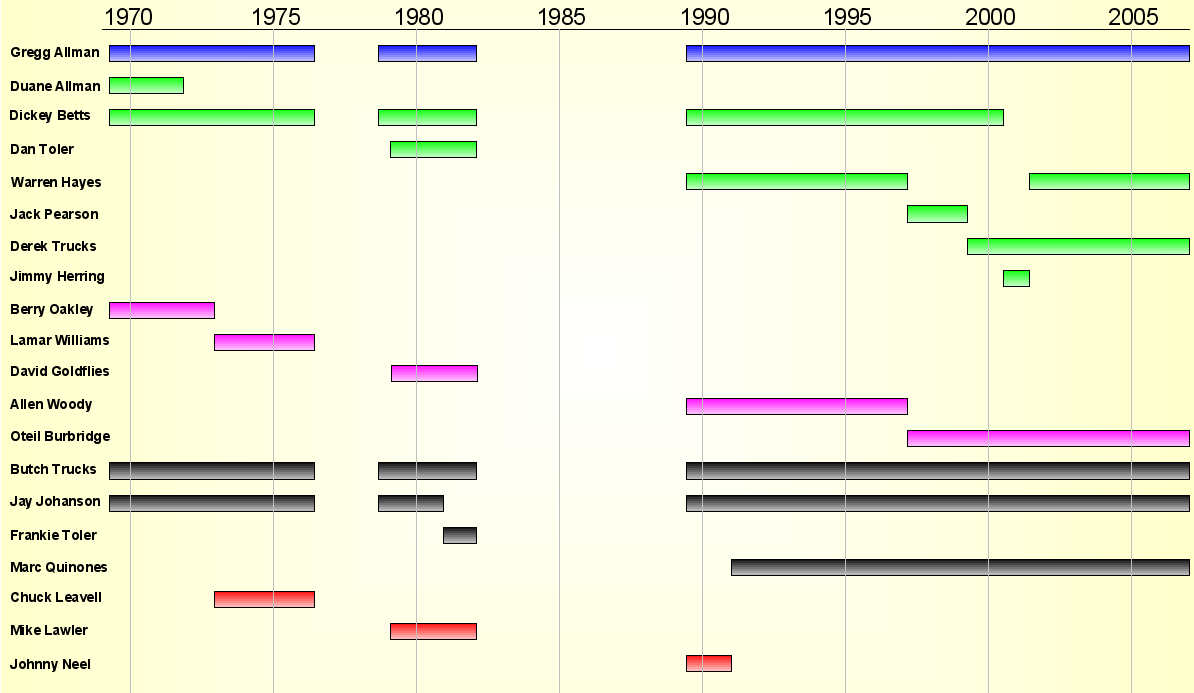
Az Allman Brothers Band tagjai.

| 1969 – 1971 | - Duane Allman – gitár, slidegitár - Gregg Allman – ének, orgona, zongora, gitár - Dickey Betts – ének, gitár, slidegitár - Berry Oakley – ének, basszusgitár - Butch Trucks – dob, ütőhangszerek - Jaimoe – dob, ütőhangszerek                                                                     |
| 1971 – 1972 | - Gregg Allman – ének, orgona, zongora, gitár - Dickey Betts – ének, gitár, slidegitár - Berry Oakley – ének, basszusgitár - Butch Trucks – dob, ütőhangszerek - Jaimoe – dob, ütőhangszerek |
| 1972        | - Gregg Allman – ének, orgona, zongora, gitár - Dickey Betts – ének, gitár, slidegitár - Berry Oakley – ének, basszusgitár - Chuck Leavell – zongora, szintetizátor, vokál - Butch Trucks – dob, ütőhangszerek - Jaimoe – dob, ütőhangszerek                                                        |
| 1972 – 1976 | - Gregg Allman – ének, orgona, zongora, gitár - Dickey Betts – ének, gitár, slidegitár - Lamar Williams – basszusgitár - Chuck Leavell – zongora, szintetizátor, vokál - Butch Trucks – dob, ütőhangszerek - Jaimoe – dob, ütőhangszerek                                                            |
| 1978 – 1980 | - Gregg Allman – ének, orgona, zongora, gitár - Dickey Betts – ének, gitár, slidegitár - Dan Toler – gitár - David Goldflies – basszusgitár - Butch Trucks – dob, ütőhangszerek - Jaimoe – dob, ütőhangszerek                                                                                       |
| 1980 – 1982 | - Gregg Allman – ének, orgona, zongora, gitár - Dickey Betts – ének, gitár, slidegitár - Dan Toler – gitár - David Goldflies – basszusgitár - Mike Lawler – billentyűs hangszerek - Butch Trucks – dob, ütőhangszerek - David "Frankie" Toler – dob, ütőhangszerek                                  |
| 1989 – 1990 | - Gregg Allman – ének, orgona, zongora, gitár - Dickey Betts – ének, gitár, slidegitár - Warren Haynes – gitár, slidegitár, vokál - Allen Woody – basszusgitár, vokál - Johnny Neel – billentyűs hangszerek, szájharmonika, vokál - Butch Trucks – dob, ütőhangszerek - Jaimoe – dob, ütőhangszerek |

| 1991 – 1997 | - Gregg Allman – ének, orgona, zongora, gitár - Dickey Betts – ének, gitár, slidegitár - Warren Haynes – gitár, slidegitár, vokál - Allen Woody – basszusgitár, vokál - Butch Trucks – dob, ütőhangszerek - Jaimoe – dob, ütőhangszerek - Marc Quiñones – dob, ütőhangszerek, vokál |
| 1997 – 1999 | - Gregg Allman – ének, orgona, zongora, gitár - Dickey Betts – ének, gitár, slidegitár - Jack Pearson – gitár - Oteil Burbridge – basszusgitár - Butch Trucks – dob, ütőhangszerek - Jaimoe – dob, ütőhangszerek - Marc Quiñones – dob, ütőhangszerek, vokál                        |
| 1999 – 2000 | - Gregg Allman – ének, orgona, zongora, gitár - Dickey Betts – ének, gitár, slidegitár - Derek Trucks – gitár, slidegitár - Oteil Burbridge – basszusgitár - Butch Trucks – dob, ütőhangszerek - Jaimoe – dob, ütőhangszerek - Marc Quiñones – dob, ütőhangszerek, vokál            |
| 2000        | - Gregg Allman – ének, orgona, zongora, gitár - Derek Trucks – gitár, slidegitár - Jimmy Herring – gitár - Oteil Burbridge – basszusgitár - Butch Trucks – dob, ütőhangszerek - Jaimoe – dob, ütőhangszerek - Marc Quiñones – dob, ütőhangszerek, vokál                             |
| 2001 –      | - Gregg Allman – ének, orgona, zongora, gitár - Derek Trucks – gitár, slidegitár - Warren Haynes – gitár, slidegitár, vokál - Oteil Burbridge – basszusgitár - Butch Trucks – dob, ütőhangszerek - Jaimoe – dob, ütőhangszerek - Marc Quiñones – dob, ütőhangszerek, vokál          |

## Diszkográfia
- The Allman Brothers Band (1969)
- Idlewild South (1970)
- At Fillmore East (1971)
- Eat a Peach (1972)
- Brothers and Sisters (1973)
- Win, Lose or Draw (1975)
- Wipe the Windows, Check the Oil, Dollar Gas (1976)
- Enlightened Rogues (1979)
- Reach for the Sky (1980)
- Brothers of the Road (1981)
- Seven Turns (1990)
- Shades of Two Worlds (1991)
- An Evening with the Allman Brothers Band: First Set (1992)
- Where It All Begins (1994)
- An Evening with the Allman Brothers Band: 2nd Set (1995)
- Peakin’ at the Beacon (2000)
- Hittin’ the Note (2003)
- One Way Out (2004)

## Külső hivatkozások

### Hivatalos honlapok
- Az Allman Brothers Band hivatalos honlapja
- Gregg Allman honlapja
- Dickey Betts honlapja
- Chuck Leavell honlapja
- A Wanee Festival hivatalos honlapja Archiválva 2008. május 9-i dátummal a Wayback Machine-ben

### Elemzések
- Az Allman Brothers Band a Rolling Stone honlapján Archiválva 2006. április 23-i dátummal a Wayback Machine-ben
- Az Allman Brothers Band az Allmusic.com-on
- Swampland: Legends of Southern Rock: The Allman Brothers Band
- Az Allman Brothers Band a New Georgia Encyclopaedia honlapján Archiválva 2012. március 13-i dátummal a Wayback Machine-ben
- Randy Poe: Skydog: The Duane Allman Story Archiválva 2008. december 22-i dátummal a Wayback Machine-ben